# 查克·麥葛溫
柴克·布蘭登·「查克」·麥葛溫（英語：Zachary Brendan "Zach" McGowan，1980年5月5日—），美國男演員。他較知名的是在電視劇《黑帆》（2014年至2016年）中飾演查爾斯·范恩，以及在漫威電影宇宙電視劇《神盾局特工》（2017年）中飾演安東·伊凡諾夫／上级（Anton Ivanov / The Superior）一角。

## 早期生活
查克·麥葛溫出生於紐約市，是布蘭達（Brenda）和文森·麥葛溫（Vincent McGowan）的兒子。他有兩個名為道格（Doug）和麥特（Matt）的哥哥。雖然他們大部分都在紐約市生活，但由於母親布蘭達在聯合航空工作，使得麥葛溫時常出國旅行。麥葛溫從幼兒園到高中都在倫理文化菲爾斯頓學校念書，且在那他是足球和冰球隊的隊長，以及戲劇社的成員。畢業後，他就讀於卡爾頓學院。

## 個人生活
麥葛溫於2008年9月27日在聖巴巴拉山與艾蜜莉·強生（Emily Johnson）結婚。

## 外部連結
- 官方网站
- 查克·麥葛溫在互联网电影资料库（IMDb）上的資料（英文）